# Jeremy Bolm
Jeremy Bolm (* 6. April 1983 in Los Angeles) ist ein amerikanischer Sänger, Plattenlabelbesitzer, Musikproduzent und Schriftsteller. In seiner Musikkarriere ist er vor allem als Vollzeit-Sänger der Post-Hardcore-Band Touché Amoré bekannt. Er trat auch mit den Teilzeit-Bands Thriller, Deadhead und Hesitation Wounds auf. Neben seinen Auftritten betreibt Bolm das Indie-Plattenlabel Secret Voice und veröffentlicht im Selbstverlag seine eigenen Poesie-Zines.

## Privatleben

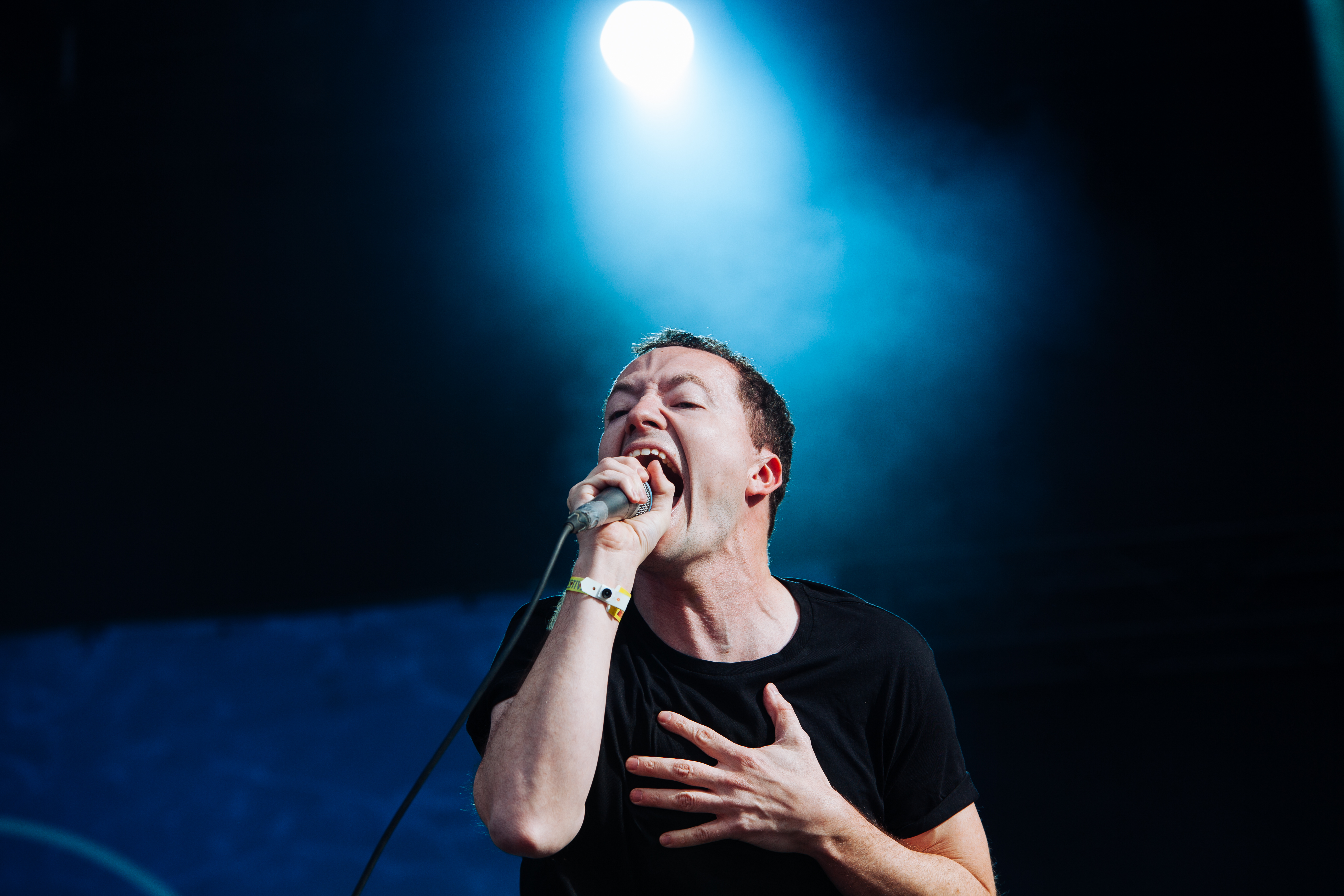
Jeremy Bolm bei einem Live-Auftritt mit Touché Amoré beim Highfield Festival (2014)

Bevor er sich entschied, hauptberuflich Mitglied von Touché Amoré zu werden, arbeitete Bolm in verschiedenen Jobs in der Musik- und Unterhaltungsbranche. Er arbeitete in einem lokalen Plattenladen und als Freiberufler für mehrere Publikationen, darunter LA Weekly. Bei Visual Data war er Leiter der Versand- und Empfangsabteilung, in der er für die Lieferung von Episoden von The Bernie Mac Show und Malcolm in the Middle an die Fox Broadcasting Company verantwortlich war. Zuletzt arbeitete er hauptberuflich für das Film- und Medienvertriebsunternehmen Revolt.
Bolm vertritt einen Straight-Edge-Lebensstil, zu dem er inspiriert wurde, nachdem er die Straight-Edge-Band Earth Crisis durch eine Ozzfest-Zusammenstellung von 1996 entdeckt und kennengelernt hatte. VHS-Zusammenstellung kennenlernte.

## Musikalische Karriere
Jeremy Bolm begann bereits in der Grundschule Musik zu machen, zunächst als Gitarrist.
Seine erste Band Thriller gründete er während seiner Zeit in der Middle School, deren Musik er mit Every Time I Die und The Bronx verglich. Er beschrieb Thriller als „Bootcamp-Band“, in der er „alles lernte, was man tun und lassen sollte“, wenn man Teil einer Band ist.
Bolms wichtigste und am längsten bestehende Band ist Touché Amoré. Er war auch Mitglied von Deadhead und der Supergruppe Hesitation Wounds.
Mit dem 2018 erschienenen Album Burnt Sugar von Gouge Away produzierte Bolm seine erste Platte in Zusammenarbeit mit Jack Shirley.

## Musikalische Einflüsse
Jeremy Bolm beschrieb sich selbst als „Metalhead“ (oder Metal-Fan) während der gesamten Middle School und dem Großteil der High School. Das erste Live-Konzert, das Bolm jemals sah, war David Bowie mit Nine Inch Nails im Jahr 1995. Als er in den 1990er Jahren in Kalifornien aufwuchs, sah er lokale Nu-Metal-Bands wie Linkin Park, Papa Roach, System of a Down und Static-X live auftreten, bevor das Genre im Mainstream erfolgreich wurde.
Sein Interesse an Hardcore-Musik wuchs, als er in den 1990er Jahren Victory Records entdeckte. Zu den frühen Victory-Künstlern, an die er sich erinnert, gehören Inner Strength, Earth Crisis, Snapcase, Bloodlet, Deadguy und Strife.

## Andere Unternehmungen

### Secret Voice
Im Jahr 2012 gründete Jeremy Bolm sein eigenes unabhängiges Plattenlabel mit dem Namen Secret Voice. Das Label ist ein Imprint unter Jacob Bannon von Converges eigenem Label, Deathwish Inc. Die erste Veröffentlichung von Secret Voice war die selbstbetitelte 7"-EP der kanadischen Punkband Single Mothers.

### Zines
Zwischen den Aufnahmen zu Touché Amorés drittem Album Is Survived By und dem Warten auf dessen Veröffentlichung später im Jahr 2013 suchte Bolm nach Möglichkeiten, seine Zeit zu füllen. Er wollte schon immer, dass sein Label Secret Voice auch andere Dinge als Musik veröffentlicht, und beschloss, diese Idee mit einem persönlichen Zine auszuprobieren. In diesem Jahr veröffentlichte er Down Time, das Tourgeschichten, Gedichte, Ratschläge für das Veranstalten von Kellershows und eine Abschrift seines allerersten Interviews mit Jacob Bannon im Jahr 2004 enthielt. Die erste Auflage von 500 Exemplaren war innerhalb von 12 Stunden ausverkauft.
Im Jahr 2018 veröffentlichte Bolm zwei weitere Zines. Für Words From a Porch stellte er verschiedene Texte aus den Jahren 2016 bis 2018 zusammen, während er für October 31 tägliche Gedichte zusammenstellte, die er im Oktober 2018 schrieb.

### Podcasting
Im Jahr 2020 startete Bolm The First Ever Podcast. Jede Woche bespricht Bolm eine Reihe von Premieren mit seinem Gast – sei es ein Musiker, ein Cartoonist, ein Fotograf, ein Comiczeichner oder eine andere Art von Kreativem. Zu den bisherigen Gästen gehörten Reba Meyers von Code Orange, The New Yorker Cartoonistin Madeleine Horvath und Plattenproduzent Will Yip.

### Schauspielerei
Bolm spielte die Rolle des Jeremy Barf, Gitarrist einer fiktiven Punkrock-Band, in dem biografischen Parodie-Film Weird: The Al Yankovic Story von 2022. Weitere Mitglieder der fiktiven Band sind Bassist und Sänger Johnny Barf, gespielt von Johnny Pemberton, und Schlagzeuger Jonah Barf, gespielt von Jonah Ray.

## Diskografie

### Thriller
- Hamburger Safari EP (2006)
- Thriller EP (2007)

### Touché Amoré
- ...To the Beat of a Dead Horse (2009)
- Parting the Sea Between Brightness and Me (2011)
- Is Survived By (2013)
- Stage Four (2016)
- Lament (2020)

### Deadhead
- A State of Punk EP (2009)
- Deadhead EP (2010)
- Cathedrals / Deadhead Split-EP (2010)

### Hesitation Wounds
- Hesitation Wounds EP (2013)
- Awake for Everything (2016)
- Chicanery (2019)

### Als Gast
| Jahr | Künstler      | Album                                          | Lied                |
| ---- | ------------- | ---------------------------------------------- | ------------------- |
| 2010 | Loma Prieta   | Life/Less                                      |                     |
| 2011 | O’Brother     | Garden Window                                  | Cleanse Me          |
| 2012 | Drug Church   | Drug Church                                    | Mohawk              |
| 2012 | Circa Survive | Violent Waves – Live at the Shrine (Bonus-DVD) | Glass Arrows (live) |
| 2014 | Say Anything  | Hebrews                                        | Lost My Touch       |

### Als Produzent
- Gouge Away – Burnt Sugar (2018)

## Veröffentlichungen
- Down Time (2013)
- Words from a Porch (2018)
- October (2018)